# Blessée
Pour les blessures en général, voir Blessure.
 (novembre 2015).
Albums de Lynda Lemay
Allô, c'est moi
Blessée est le douzième album de l'auteur-compositeur-interprète québécoise Lynda Lemay sorti simultanément dans tous les pays francophones le 6 septembre 2010.

## Classements
| Classement (2010)            | Meilleure position |
| ---------------------------- | ------------------ |
| Belgique (Wallonie Ultratop) | 3                  |
| France (SNEP)                | 3                  |
| Suisse (Schweizer Hitparade) | 22                 |

## Enregistrement
Enregistrées en public lors de sa tournée française, à la sortie du précédent opus Allo c'est moi, l'album propose dix-neuf chansons, dont quinze inédites.

## Liste des titres
| No  | Titre                                                                              | Durée |
| --- | ---------------------------------------------------------------------------------- | ----- |
| 1.  | Blessée                                                                            | 3:18  |
| 2.  | Debout sur les pissenlits                                                          | 3:51  |
| 3.  | J'ai rencontré Marie                                                               | 3:15  |
| 4.  | Introduction - Les Mûres                                                           | 2:13  |
| 5.  | Les Mûres (Live 2010)                                                              | 3:13  |
| 6.  | Jumelle                                                                            | 5:41  |
| 7.  | Gros colons - Gros blaireaux (Live 2010)                                           | 3:26  |
| 8.  | Ça valait des millions                                                             | 5:26  |
| 9.  | Je t'aime encore                                                                   | 4:03  |
| 10. | Un golfeur (Live 2010)                                                             | 2:54  |
| 11. | Mes plus belles vacances                                                           | 4:24  |
| 12. | Ancêtre                                                                            | 3:43  |
| 13. | Charlot                                                                            | 4:52  |
| 14. | Poisson                                                                            | 3:54  |
| 15. | Une mère (Live 2010)                                                               | 4:38  |
| 16. | Farce d'oreille                                                                    | 2:31  |
| 17. | Ma chaise en rotin                                                                 | 3:33  |
| 18. | Un verre de n'importe quoi (Live 2010)                                             | 2:56  |
| 19. | Entre deux paradis                                                                 | 4:43  |
| 20. | Supplique de l'insomniaque chanson bonus présente sur la version iTunes de l'album | 3:32  |
| 21. | J'beurre épais chanson bonus présente sur la version iTunes de l'album             | 5:43  |
| 22. | Croqueuse de rêves chanson bonus présente sur la version iTunes de l'album         | 2:47  |